# 万古蟾

万古蟾

万古蟾（1900年1月18日—1995年11月19日），中国江苏南京人，中国动画片的创始人之一，万籁鸣之孪生弟。

## 生平
1920年自上海美术专门学校毕业，曾在母校以及南京美术专门学校任西画教员。1925年进入上海商务印书馆活动影戏部，与其兄弟一同创作了动画广告《舒振東華文打字機》。1926年进入长城画片公司任美工，其间万氏兄弟合作完成了中国首部无声动画《大闹画室》，他还独自完成了滑稽短片《一封寄回来的信》的创作。1930年，与兄弟一同为大中华百合影片公司创作了《纸人捣乱记》。1931年起，他们又先后为联华影业公司与明星影片公司制作了《同胞速醒》、《精诚团结》、《狗侦探》、《民族痛史》、《龟兔赛跑》等多种题材的动画。1935年，创作了中国首部有声动画《骆驼献舞》。抗日战争爆发后，他前往武汉与兄弟会合，在这里加入了中国电影制片厂卡通室，并参与创作了《抗战歌》、《抗战标语》等动画。1940年出任上海新华联合影业公司卡通部主任，期间万氏兄弟创作了中国首部动画长片《铁扇公主》。1949年赴香港，担任长城电影公司美工科长。
1956年万古蟾返回上海，在上海美术电影制片厂任剪纸导演，并于1958年创作了剪纸片《猪八戒吃西瓜》。此后他又先后导演了《渔童》、《济公斗蟋蟀》、《龟猴分树》、《人参娃娃》、《金色的海螺》（与钱运达合作导演）等众多动画片。
他还曾担任过中国动画学会顾问，第五、七届上海市人大代表等职。
1995年逝世，享年95岁。

## 荣誉

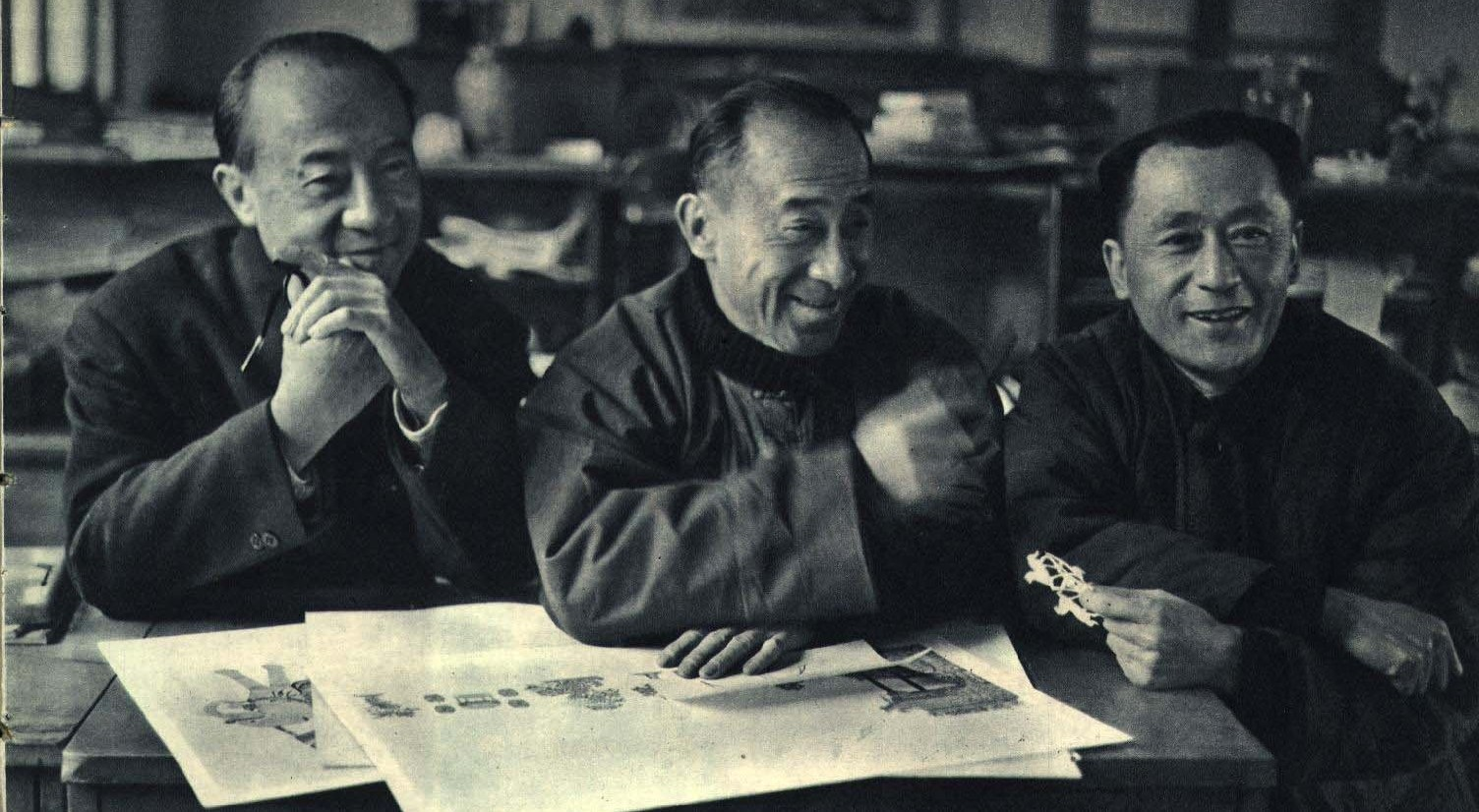
1962年万氏兄弟 万古蟾、万籁鸣、万超尘

2012年1月18日，Google推出以孙悟空为主题的Doodle纪念万籁鸣及万古蟾诞辰112周年。